# サムライ・ノングラータ
『サムライ・ノングラータ』は、矢作俊彦の原作を谷口ジローが作画した日本の漫画作品。または、矢作俊彦と司城志朗が共に著した日本の小説である。

## 漫画

### あらすじ
パリのアパルトマンに住む胡散臭い店子と、そのアパルトマンの管理人で元傭兵の男の活劇。

### 初出
小学館の『GORO』で1990年6月28日号から1991年6月13日号まで連載された。

### 単行本
日本語
- 『サムライ・ノングラータ』 1巻、小学館〈ビッグコミックス〉、1991年8月1日。ISBN 4-09-182681-4。[2]
- 『サムライ・ノングラータ』 2巻、小学館〈ビッグコミックス〉、1991年10月1日。ISBN 4-09-182682-2。[3]
- 『サムライ・ノングラータ』フリースタイル、2009年10月。ISBN 978-4-939138-42-3。[4]

フランス語
- Samurai non Grata. Pika Graphic. Pika Edition. (2022-11-02). ISBN 978-2-81166305-6[5]

## 小説
ソフトバンククリエイティブは、矢作俊彦と司城志朗が共著し1984年に出版した小説『海から来たサムライ』を、2007年に『サムライ・ノングラータ』に改題し出版した。内容に漫画との関連は全く無い。

## 脚註